# Denise Zich
Denise Zich (ur. 7 grudnia 1975) – niemiecka aktorka i piosenkarka.

## Filmografia wybrana
- 2011: Rodzina w spadku (Die Geerbte Familie)
- 2010: Ach, ci mężczyźni! (Sind denn alle Männer Schweine?)
- 2002: Kryształowe dziedzictwo (Die Kristallprinzessin)
- 2001: Na spotkanie śmierci (Abschied in den Tod)